# Assassinos da Lua das Flores
Killers of the Flower Moon (prt/bra: Assassinos da Lua das Flores) é um longa-metragem de faroeste e crime dramático estadunidense dirigido e produzido por Martin Scorsese, que co-escreveu o roteiro com Eric Roth tendo como base a obra literária de não ficção homônima de David Grann, lançada em 2017, acerca dos assassinatos de Oklahoma na década de 1920 contra a tribo indígena Osage, após a descoberta de petróleo em terras tribais. Leonardo DiCaprio, também produtor do filme, estrela ao lado de Robert De Niro, Lily Gladstone, Jesse Plemons, Brendan Fraser e John Lithgow. O projeto marca a sexta colaboração entre Scorsese e DiCaprio, bem como a décima entre Scorsese e De Niro.
O desenvolvimento do filme se iniciou em março de 2016, quando a Imperative Entertainment ganhou os direitos de adaptação cinematográfica do romance homônimo. Scorsese e DiCaprio foram contratados em 2017, com a produção inicialmente prevista para começar no início de 2018. Após vários retrocessos e atrasos em resposta à pandemia de COVID-19, previa-se que a produção iniciasse em fevereiro de 2021 com a Apple TV+ confirmada para financiar e distribuir o filme junto a Paramount Pictures. As filmagens iniciaram no Condado de Osage e no Condado de Washington entre a primavera e o outono de 2021. Produzido pela Sikelia Productions, produtora de Scorsese e Appian Way Productions de DiCaprio seu orçamento é de cerca de US$ 200 milhões, supostamente maior quantia já gasta em uma obra filmada em Oklahoma.
Killers of the Flower Moon estreou na 76º edição do Festival de Cannes, recebendo 9 minutos de aplausos de pé. Seu lançamento em cinemas limitados aconteceu em 6 de Outubro, antes de estrear nos Estados Unidos dia 20 de Outubro pela Paramount Pictures. Também está definido para um lançamento de streaming não especificado na Apple TV+. O filme foi bem recebido pela crítica especializada. Foi indicado para dez prêmios no Oscar 2024 (incluindo Melhor Filme), sete prêmios Globo de Ouro (incluindo Melhor Filme - Drama e com Gladstone ganhando Melhor Atriz - Filme de Drama), nove prêmios British Academy Film Awards e três prêmios SAG, com Gladstone ganhando Melhor Atriz.

## Enredo
Membros da tribo Osage nos Estados Unidos são assassinados em circunstâncias misteriosas na década de 1920, dando início a uma grande investigação do FBI envolvendo J. Edgar Hoover.

## Elenco
- Leonardo DiCaprio como Ernest Burkhart
- Robert De Niro como William Hale
- Lily Gladstone como Mollie Burkhart
- Jesse Plemons como Thomas Bruce White, agente do FBI investigando Hale
- Tantoo Cardinal como Lizzie Q, mãe de Mollie
- Brendan Fraser como W. S. Hamilton, advogado corrupto de Hale
- John Lithgow como Promotor Leaward
- Cara Jade Myers como Anna Brown, irmã de Mollie
- JaNae Collins como Reta, irmã de Mollie
- Jillian Dion como Minnie, irmã de Mollie
- William Belleau como Henry Roan, cunhado de Mollie
- Scott Shepherd como Bryan Burkhart
- Louis Cancelmi como Kelsie Morrison
- Jason Isbell como Bill Smith
- Sturgill Simpson como Henry Grammer
- Ty Mitchell as John Ramsey
- Tatanka Means como John Wren
- Michael Abbott Jr. como Frank Smith
- Pat Healy como John Burger
- Gary Basaraba como William J. Burns
- Steve Eastin como Juiz John Calvin Pollock
- Barry Corbin como Agente funerário Turton
- Katherine Willis como Myrtle Hale
- Gene Jones como Pitts Beatty
- Jack White
- Larry Fessenden

## Produção

### Desenvolvimento
Em 10 de março de 2016, a Imperative Entertainment venceu a disputa para produzir a adaptação cinematográfica do livro de não ficção escrito por David Grann, Killers of the Flower Moon, e pagou US$ 5 milhões; Dan Friedkin e Bradley Thomas do estúdio produziriam o filme. Em abril de 2017, foi revelado que Martin Scorsese, Leonardo DiCaprio e Robert De Niro estavam considerando fazer o filme, adaptado por Eric Roth. Em julho de 2017, o designer de produção Dante Ferretti revelou que as filmagens começariam no início de 2018, com direção de Scorsese e estrelando DiCaprio. No entanto, a produção parou até outubro de 2018, quando foi anunciado que o filme seria o próximo trabalho de Scorsese após a conclusão de The Irishman (2019). Nesta altura, as filmagens deveriam começar no verão de 2019.

### Pré-produção
Em junho de 2019, foi anunciado que a Paramount Pictures distribuiria o filme. Em 26 de julho de 2019, Scorsese viajou ao campo da tribo indígena Osage em Pawhuska, Oklahoma, para se encontrar com o cacique Geoffrey Standing Bear sobre como a nação Osage poderia contribuir na produção do filme. Dias depois, foi relatado que De Niro havia se juntado ao elenco com as filmagens programadas para começar no verão de 2020.
Em dezembro de 2019, o diretor de fotografia de Scorsese, Rodrigo Prieto, confirmou que o filme estava previsto para começar as filmagens em março de 2020, acrescentando que a "aparência do filme" ainda estava sendo definida. No 26º Screen Actors Guild Awards em 19 de janeiro de 2020, DiCaprio anunciou oficialmente que ele e De Niro estrelariam o filme. Em abril de 2020, foi anunciado que as filmagens de Killers of the Flower Moon foram adiadas indefinidamente em resposta à pandemia de COVID-19. Enquanto isso, Scorsese havia entrado em contato com a Netflix e a Apple TV+ para financiar e distribuir o filme, já que a Paramount tinha preocupações sobre o orçamento do filme chegar a US$ 200 milhões. A Paramount ainda estava aberta a um acordo para se envolver com o filme ao lado de um parceiro adicional. Em maio de 2020, a Apple TV+ foi anunciada para cofinanciar e co-distribuir o filme, com a Paramount distribuindo.
Em fevereiro de 2021, Lily Gladstone e Jesse Plemons foram adicionados ao elenco. Embora o papel de Tom White, o principal agente do FBI, tenha sido inicialmente escrito para DiCaprio, DiCaprio pressionou para que seu papel mudasse para o sobrinho do principal antagonista do filme, interpretado por De Niro. Como resultado, foi relatado que Jesse Plemons foi escalado como Tom White para substituir DiCaprio, enquanto ele foi escalado como Ernest Burkhart. Em março, Tantoo Cardinal, Cara Jade Myers, JaNae Collins e Jillian Dion foram adicionados ao elenco. William Belleau, Louis Cancelmi, Jason Isbell, Sturgill Simpson, Tatanka Means, Michael Abbott Jr., Pat Healy e Scott Shepherd juntaram-se em abril.
Em abril de 2021, Jack Fisk assinou como designer de produção para o filme, marcando a primeira colaboração entre o indicado ao Oscar e Martin Scorsese. Em junho, Steve Eastin e Gary Basaraba se juntaram ao elenco. Em agosto de 2021, foi anunciado que Brendan Fraser e John Lithgow haviam se juntado ao elenco do filme.

### Filmagem
Esperava-se que Killers of the Flower Moon começasse a produção em fevereiro de 2021 em Oklahoma. As filmagens começaram em 19 de abril de 2021 e deveria durar sete meses nas cidades de Oklahoma de Osage e Washington, nomeadamente Pawhuska, Fairfax e Bartlesville. Em 13 de maio, De Niro sofreu uma lesão no quadríceps e voltou à cidade de Nova York para receber cuidados médicos; a produção não foi atrasada, pois as cenas de De Niro foram filmadas em junho de 2021.

### Trilha Sonora
A trilha sonora do filme foi composta pelo ex-colega universitário de Scorsese, Robbie Robertson.

## Lançamento
O filme estava originalmente previsto para 2022, no entanto, em julho de 2022, fora declarado que este não estava pronto e fora adiado para 2023. A partir de agora, espera-se que Killers of the Flower Moon faça sua estreia em algum festival de cinema em 2023. Killers of the Flower Moon teve sua estreia mundial no 76º Festival de Cannes em 20 de maio de 2023, onde recebeu aplausos de pé durante 9 minutos. Está programado para ter lançamento limitado em cinemas selecionados em 6 de outubro de 2023, antes de ser lançado no Estados Unidos em 20 de outubro de 2023, pela Paramount Pictures. Sua distribuição será feita digitalmente pela Apple Studios em parceria com a Paramount Pictures.
Em Portugal e no Brasil, foi lançado em 19 de outubro de 2023.

## Recepção
No site agregador de críticas, Rotten Tomatoes, Killers of the Flower Moon detém um índice de aprovação de 93% com base em 435 resenhas, com uma classificação média de 8,5/10. O consenso crítico do site diz: "Enorme em tempo de execução, tema e realização, Killers of the Flower Moon é uma avaliação sóbria do relacionamento dos Estados Unidos com os povos indígenas e mais um zênite artístico para Martin Scorsese e seus colaboradores." O Metacritic atribuiu ao filme uma pontuação média ponderada de 89 em 100 com base em 63 críticos, indicando "aclamação universal".

## Prêmios e Indicações
| Prêmio                                              | Data da cerimônia       | Categoria                                                                            | Nominado(s) | Resultado | Ref.          |
| --------------------------------------------------- | ----------------------- | ------------------------------------------------------------------------------------ | --- | --------- | ------------- |
| AACTA International Awards                          | 10 de Fevereiro de 2024 | Melhor Filme Internacional                                                           | Killers of the Flower Moon                                                                                        | Indicado  | [ 47 ] [ 48 ] |
| AACTA International Awards                          | 10 de Fevereiro de 2024 | Melhor Direção Internacional                                                         | Martin Scorsese                                                                                                   | Indicado  | [ 47 ] [ 48 ] |
| AACTA International Awards                          | 10 de Fevereiro de 2024 | Melhor Ator Internacional                                                            | Leonardo DiCaprio                                                                                                 | Indicado  | [ 47 ] [ 48 ] |
| AACTA International Awards                          | 10 de Fevereiro de 2024 | Melhor Atriz Internacional                                                           | Lily Gladstone | Indicado  | [ 47 ] [ 48 ] |
| AACTA International Awards                          | 10 de Fevereiro de 2024 | Melhor Ator Coadjuvante Internacional                                                | Robert De Niro | Indicado  | [ 47 ] [ 48 ] |
| Oscar (Academy Awards)                              | 10 de março de 2024     | Melhor Filme                                                                         | Martin Scorsese, Dan Friedkan, Bradley Thomas e Daniel Lupi                                                       | Indicado  | [ 49 ]        |
| Oscar (Academy Awards)                              | 10 de março de 2024     | Melhor Direção                                                                       | Martin Scorsese                                                                                                   | Indicado  | [ 49 ]        |
| Oscar (Academy Awards)                              | 10 de março de 2024     | Melhor Atriz                                                                         | Lily Gladstone | Indicado  | [ 49 ]        |
| Oscar (Academy Awards)                              | 10 de março de 2024     | Melhor Ator Coadjuvante                                                              | Robert De Niro | Indicado  | [ 49 ]        |
| Oscar (Academy Awards)                              | 10 de março de 2024     | Melhor Fotografia                                                                    | Rodrigo Prieto | Indicado  | [ 49 ]        |
| Oscar (Academy Awards)                              | 10 de março de 2024     | Melhor Montagem                                                                      | Thelma Schoonmaker                                                                                                | Indicado  | [ 49 ]        |
| Oscar (Academy Awards)                              | 10 de março de 2024     | Melhor Design de Produção                                                            | Jack Fisk e Adam Willis                                                                                           | Indicado  | [ 49 ]        |
| Oscar (Academy Awards)                              | 10 de março de 2024     | Melhor Figurino                                                                      | Jacqueline West                                                                                                   | Indicado  | [ 49 ]        |
| Oscar (Academy Awards)                              | 10 de março de 2024     | Melhor Trilha Sonora                                                                 | Robbie Robertson                                                                                                  | Indicado  | [ 49 ]        |
| Oscar (Academy Awards)                              | 10 de março de 2024     | Melhor Canção Original                                                               | "Wahzhazhe (A Song for My People)" (composição de Scott George)                                                   | Indicado  | [ 49 ]        |
| ADG Excellence in Production Design Award           | 10 de fevereiro de 2024 | Excelência no design de produção em um filme de época                                | Jack Fisk | Indicado  | [ 50 ]        |
| American Film Institute Awards                      | 7 de dezembro de 2023   | Melhores 10 filmes do ano                                                            | Killers of the Flower Moon                                                                                        | Venceu    | [ 51 ]        |
| Alliance of Women Film Journalists                  | 4 de janeiro de 2024    | Melhor Filme                                                                         | Killers of the Flower Moon                                                                                        | Indicado  | [ 52 ]        |
| Alliance of Women Film Journalists                  | 4 de janeiro de 2024    | Melhor Direção                                                                       | Martin Scorsese                                                                                                   | Indicado  | [ 52 ]        |
| Alliance of Women Film Journalists                  | 4 de janeiro de 2024    | Melhor Atriz                                                                         | Lily Gladstone | Venceu    | [ 52 ]        |
| Alliance of Women Film Journalists                  | 4 de janeiro de 2024    | Melhor Atriz Revelação                                                               | Lily Gladstone | Venceu    | [ 52 ]        |
| Alliance of Women Film Journalists                  | 4 de janeiro de 2024    | Melhor Roteiro Adaptado                                                              | Eric Roth e Martin Scorsese                                                                                       | Indicado  | [ 52 ]        |
| Alliance of Women Film Journalists                  | 4 de janeiro de 2024    | Melhor Performance de Elenco – Seleção de Elenco                                     | Ellen Lewis | Indicado  | [ 52 ]        |
| Alliance of Women Film Journalists                  | 4 de janeiro de 2024    | Melhor Fotografia                                                                    | Rodrigo Prieto | Venceu    | [ 52 ]        |
| Alliance of Women Film Journalists                  | 4 de janeiro de 2024    | Melhor Montagem                                                                      | Thelma Schoonmaker                                                                                                | Venceu    | [ 52 ]        |
| Alliance of Women Film Journalists                  | 4 de janeiro de 2024    | Prêmio "Casal com maior diferença de idade" (Menção Especial)                        | Leo DiCaprio e Lily Gladstone                                                                                     | Indicado  | [ 52 ]        |
| Astra Film and Creative Arts Awards                 | 6 de janeiro de 2024    | Best Picture                                                                         | Killers of the Flower Moon                                                                                        | Indicado  | [ 53 ]        |
| Astra Film and Creative Arts Awards                 | 6 de janeiro de 2024    | Melhor Direção                                                                       | Martin Scorsese                                                                                                   | Indicado  | [ 53 ]        |
| Astra Film and Creative Arts Awards                 | 6 de janeiro de 2024    | Melhor Atriz                                                                         | Lily Gladstone | Venceu    | [ 53 ]        |
| Astra Film and Creative Arts Awards                 | 6 de janeiro de 2024    | Melhor Roteiro Adaptado                                                              | Eric Roth e Martin Scorsese                                                                                       | Indicado  | [ 53 ]        |
| Astra Film and Creative Arts Awards                 | 6 de janeiro de 2024    | Melhor Elenco                                                                        | Killers of the Flower Moon                                                                                        | Indicado  | [ 53 ]        |
| Astra Film and Creative Arts Awards                 | 26 de fevereiro de 2024 | Melhor Fotografia                                                                    | Rodrigo Prieto | Indicado  | [ 53 ]        |
| Astra Film and Creative Arts Awards                 | 26 de fevereiro de 2024 | Melhor Figurino                                                                      | Jacqueline West                                                                                                   | Indicado  | [ 53 ]        |
| Astra Film and Creative Arts Awards                 | 26 de fevereiro de 2024 | Melhor Montagem                                                                      | Thelma Schoonmaker                                                                                                | Indicado  | [ 53 ]        |
| Astra Film and Creative Arts Awards                 | 26 de fevereiro de 2024 | Melhor design de produção                                                            | Jack Fisk and Adam Willis                                                                                         | Indicado  | [ 53 ]        |
| Astra Film and Creative Arts Awards                 | 26 de fevereiro de 2024 | Melhor Trilha Sonora                                                                 | Robbie Robertson                                                                                                  | Indicado  | [ 53 ]        |
| Austin Film Critics Association                     | 10 de janeiro de 2024   | Melhor Filme                                                                         | Killers of the Flower Moon                                                                                        | Venceu    | [ 54 ]        |
| Austin Film Critics Association                     | 10 de janeiro de 2024   | Melhor Direção                                                                       | Martin Scorsese                                                                                                   | Indicado  | [ 54 ]        |
| Austin Film Critics Association                     | 10 de janeiro de 2024   | Melhor Ator                                                                          | Leonardo DiCaprio                                                                                                 | Indicado  | [ 54 ]        |
| Austin Film Critics Association                     | 10 de janeiro de 2024   | Melhor Atriz                                                                         | Lily Gladstone | Venceu    | [ 54 ]        |
| Austin Film Critics Association                     | 10 de janeiro de 2024   | O Prêmio Melhor Atriz Revelação Memorial Robert R. "Bobby" McCurdy                   | Lily Gladstone | Venceu    | [ 54 ]        |
| Austin Film Critics Association                     | 10 de janeiro de 2024   | Melhor Ator Coadjuvante                                                              | Robert De Niro | Indicado  | [ 54 ]        |
| Austin Film Critics Association                     | 10 de janeiro de 2024   | Melhor Roteiro Adaptado                                                              | Eric Roth e Martin Scorsese                                                                                       | Indicado  | [ 54 ]        |
| Austin Film Critics Association                     | 10 de janeiro de 2024   | Melhor Fotografia                                                                    | Rodrigo Prieto | Indicado  | [ 54 ]        |
| Austin Film Critics Association                     | 10 de janeiro de 2024   | Melhor Montagem                                                                      | Thelma Schoonmaker                                                                                                | Indicado  | [ 54 ]        |
| Austin Film Critics Association                     | 10 de janeiro de 2024   | Melhor Trilha Sonora Original                                                        | Robbie Robertson                                                                                                  | Indicado  | [ 54 ]        |
| Austin Film Critics Association                     | 10 de janeiro de 2024   | Melhor Elenco                                                                        | Killers of the Flower Moon                                                                                        | Indicado  | [ 54 ]        |
| Boston Society of Film Critics                      | 10 de dezembro de 2023  | Melhor Atriz                                                                         | Lily Gladstone | Venceu    | [ 55 ]        |
| Boston Society of Film Critics                      | 10 de dezembro de 2023  | Melhor Roteiro Adaptado                                                              | Eric Roth e Martin Scorsese                                                                                       | Empate    | [ 55 ]        |
| Boston Society of Film Critics                      | 10 de dezembro de 2023  | Melhor Montagem                                                                      | Thelma Schoonmaker                                                                                                | Venceu    | [ 55 ]        |
| Boston Society of Film Critics                      | 10 de dezembro de 2023  | Melhor Trilha Sonora                                                                 | Robbie Robertson                                                                                                  | Venceu    | [ 55 ]        |
| Boston Society of Film Critics                      | 10 de dezembro de 2023  | Melhor Elenco                                                                        | Killers of the Flower Moon                                                                                        | Empate    | [ 55 ]        |
| British Academy Film Awards (BAFTA)                 | 18 de fevereiro de 2024 | Melhor Filme                                                                         | Killers of the Flower Moon                                                                                        | Indicado  | [ 56 ] [ 57 ] |
| British Academy Film Awards (BAFTA)                 | 18 de fevereiro de 2024 | Melhor Ator Secundário                                                               | Robert De Niro | Indicado  | [ 56 ] [ 57 ] |
| British Academy Film Awards (BAFTA)                 | 18 de fevereiro de 2024 | Melhor Escolha de Elenco                                                             | Ellen Lewis e Rene Haynes                                                                                         | Indicado  | [ 56 ] [ 57 ] |
| British Academy Film Awards (BAFTA)                 | 18 de fevereiro de 2024 | Melhor Cinematografia                                                                | Rodrigo Prieto | Indicado  | [ 56 ] [ 57 ] |
| British Academy Film Awards (BAFTA)                 | 18 de fevereiro de 2024 | Melhor Figurino                                                                      | Jacqueline West                                                                                                   | Indicado  | [ 56 ] [ 57 ] |
| British Academy Film Awards (BAFTA)                 | 18 de fevereiro de 2024 | Melhor Edição                                                                        | Thelma Schoonmaker                                                                                                | Indicado  | [ 56 ] [ 57 ] |
| British Academy Film Awards (BAFTA)                 | 18 de fevereiro de 2024 | Melhor Maquiagem e Caracterização                                                    | Kay Georgiou e Thomas Nellen                                                                                      | Indicado  | [ 56 ] [ 57 ] |
| British Academy Film Awards (BAFTA)                 | 18 de fevereiro de 2024 | Melhor Trilha Sonora                                                                 | Robbie Robertson                                                                                                  | Indicado  | [ 56 ] [ 57 ] |
| British Academy Film Awards (BAFTA)                 | 18 de fevereiro de 2024 | Melhor Design de Produção                                                            | Jack Fisk e Adam Willis                                                                                           | Indicado  | [ 56 ] [ 57 ] |
| Camerimage Film Festival                            | 18 de novembro de 2023  | Golden Frog                                                                          | Rodrigo Prieto | Indicado  | [ 58 ]        |
| Chicago Film Critics Association                    | 12 de dezembro de 2023  | Melhor FIlme                                                                         | Killers of the Flower Moon                                                                                        | Venceu    | [ 59 ]        |
| Chicago Film Critics Association                    | 12 de dezembro de 2023  | Melhor Direção                                                                       | Martin Scorsese                                                                                                   | Indicado  | [ 59 ]        |
| Chicago Film Critics Association                    | 12 de dezembro de 2023  | Melhor Ator                                                                          | Leonardo DiCaprio                                                                                                 | Indicado  | [ 59 ]        |
| Chicago Film Critics Association                    | 12 de dezembro de 2023  | Melhor Atriz                                                                         | Lily Gladstone | Indicado  | [ 59 ]        |
| Chicago Film Critics Association                    | 12 de dezembro de 2023  | Melhor Roteiro Adaptado                                                              | Eric Roth e Martin Scorsese                                                                                       | Venceu    | [ 59 ]        |
| Chicago Film Critics Association                    | 12 de dezembro de 2023  | Melhor Direção de Arte / Design de Produção                                          | Jack Fisk e Adam Willis                                                                                           | Indicado  | [ 59 ]        |
| Chicago Film Critics Association                    | 12 de dezembro de 2023  | Melhor Fotografia                                                                    | Rodrigo Prieto | Indicado  | [ 59 ]        |
| Chicago Film Critics Association                    | 12 de dezembro de 2023  | Melhor Figurino                                                                      | Jacqueline West                                                                                                   | Indicado  | [ 59 ]        |
| Chicago Film Critics Association                    | 12 de dezembro de 2023  | Melhor Montagem                                                                      | Thelma Schoonmaker                                                                                                | Indicado  | [ 59 ]        |
| Chicago Film Critics Association                    | 12 de dezembro de 2023  | Melhor Trilha Sonora                                                                 | Robbie Robertson                                                                                                  | Venceu    | [ 59 ]        |
| Cinema Audio Society Awards                         | 2 de março de 2024      | Prêmio de Destaque em Mixagem de Som para Filme – Live Action                        | Mark Ulano, Tom Fleischman, Eugene Gearty, George A. Lara                                                         | Indicado  | [ 60 ]        |
| Costume Designers Guild                             | 21 de fevereiro de 2024 | Excelência em filme de época                                                         | Jacqueline West                                                                                                   | Indicado  | [ 61 ]        |
| Critics' Choice Movie Awards                        | 14 de janeiro de 2024   | Melhor Filme                                                                         | Killers of the Flower Moon                                                                                        | Indicado  | [ 62 ]        |
| Critics' Choice Movie Awards                        | 14 de janeiro de 2024   | Melhor Direção                                                                       | Martin Scorsese                                                                                                   | Indicado  | [ 62 ]        |
| Critics' Choice Movie Awards                        | 14 de janeiro de 2024   | Melhor Ator                                                                          | Leonardo DiCaprio                                                                                                 | Indicado  | [ 62 ]        |
| Critics' Choice Movie Awards                        | 14 de janeiro de 2024   | Melhor Atriz                                                                         | Lily Gladstone | Indicado  | [ 62 ]        |
| Critics' Choice Movie Awards                        | 14 de janeiro de 2024   | Melhor Ator Coadjuvante                                                              | Robert De Niro | Indicado  | [ 62 ]        |
| Critics' Choice Movie Awards                        | 14 de janeiro de 2024   | Melhor Elenco                                                                        | Elenco de Killers of the Flower Moon                                                                              | Indicado  | [ 62 ]        |
| Critics' Choice Movie Awards                        | 14 de janeiro de 2024   | Melhor Roteiro Adaptado                                                              | Eric Roth e Martin Scorsese                                                                                       | Indicado  | [ 62 ]        |
| Critics' Choice Movie Awards                        | 14 de janeiro de 2024   | Melhor Fotografia                                                                    | Rodrigo Prieto | Indicado  | [ 62 ]        |
| Critics' Choice Movie Awards                        | 14 de janeiro de 2024   | Melhor Montagem                                                                      | Thelma Schoonmaker                                                                                                | Indicado  | [ 62 ]        |
| Critics' Choice Movie Awards                        | 14 de janeiro de 2024   | Melhor Figurino                                                                      | Jacqueline West                                                                                                   | Indicado  | [ 62 ]        |
| Critics' Choice Movie Awards                        | 14 de janeiro de 2024   | Melhor Design de Produção                                                            | Jack Fisk e Adam Willis                                                                                           | Indicado  | [ 62 ]        |
| Critics' Choice Movie Awards                        | 14 de janeiro de 2024   | Melhor Trilha Sonora                                                                 | Robbie Robertson                                                                                                  | Indicado  | [ 62 ]        |
| Dallas–Fort Worth Film Critics Association          | 18 de dezembro de 2023  | Melhor Filme                                                                         | Killers of the Flower Moon                                                                                        | 3º lugar  | [ 63 ]        |
| Dallas–Fort Worth Film Critics Association          | 18 de dezembro de 2023  | Melhor Direção                                                                       | Martin Scorsese                                                                                                   | 2º lugar  | [ 63 ]        |
| Dallas–Fort Worth Film Critics Association          | 18 de dezembro de 2023  | Melhor Ator                                                                          | Leonardo DiCaprio                                                                                                 | 5º lugar  | [ 63 ]        |
| Dallas–Fort Worth Film Critics Association          | 18 de dezembro de 2023  | Melhor Atriz                                                                         | Lily Gladstone | Venceu    | [ 63 ]        |
| Dallas–Fort Worth Film Critics Association          | 18 de dezembro de 2023  | Melhor Ator Coadjuvante                                                              | Robert De Niro | 3º lugar  | [ 63 ]        |
| Dallas–Fort Worth Film Critics Association          | 18 de dezembro de 2023  | Melhor Fotografia                                                                    | Rodrigo Prieto | 2º lugar  | [ 63 ]        |
| Dallas–Fort Worth Film Critics Association          | 18 de dezembro de 2023  | Melhor Trilha Sonora                                                                 | Robbie Robertson                                                                                                  | Venceu    | [ 63 ]        |
| Directors Guild of America Awards                   | 10 de fevereiro de 2024 | Direção de Excelência – Longa Metragem                                               | Martin Scorsese                                                                                                   | Indicado  | [ 64 ]        |
| Dublin Film Critics Circle                          | 19 de dezembro de 2023  | Melhor Filme                                                                         | Killers of the Flower Moon                                                                                        | 4º lugar  | [ 65 ]        |
| Dublin Film Critics Circle                          | 19 de dezembro de 2023  | Melhor Direção                                                                       | Martin Scorsese                                                                                                   | 4ºlugar   | [ 65 ]        |
| Dublin Film Critics Circle                          | 19 de dezembro de 2023  | Melhor Atriz                                                                         | Lily Gladstone | Venceu    | [ 65 ]        |
| Dublin Film Critics Circle                          | 19 de dezembro de 2023  | Melhor Fotografia                                                                    | Rodrigo Prieto | Venceu    | [ 65 ]        |
| Florida Film Critics Circle                         | 21 de dezembro de 2023  | Melhor Filme                                                                         | Killers of the Flower Moon                                                                                        | Indicado  | [ 66 ] [ 67 ] |
| Florida Film Critics Circle                         | 21 de dezembro de 2023  | Melhor Atriz                                                                         | Lily Gladstone | Venceu    | [ 66 ] [ 67 ] |
| Florida Film Critics Circle                         | 21 de dezembro de 2023  | Prêmio Revelação                                                                     | Lily Gladstone | Venceu    | [ 66 ] [ 67 ] |
| Florida Film Critics Circle                         | 21 de dezembro de 2023  | Melhor Roteiro Adaptado                                                              | Eric Roth e Martin Scorsese                                                                                       | Finalista | [ 66 ] [ 67 ] |
| Florida Film Critics Circle                         | 21 de dezembro de 2023  | Melhor Elenco                                                                        | Killers of the Flower Moon                                                                                        | Venceu    | [ 66 ] [ 67 ] |
| Florida Film Critics Circle                         | 21 de dezembro de 2023  | Melhor Direção de Arte / Design de Produção                                          | Killers of the Flower Moon                                                                                        | Indicado  | [ 66 ] [ 67 ] |
| Florida Film Critics Circle                         | 21 de dezembro de 2023  | Melhor Fotografia                                                                    | Rodrigo Prieto | Indicado  | [ 66 ] [ 67 ] |
| Florida Film Critics Circle                         | 21 de dezembro de 2023  | Melhor Trilha Sonora                                                                 | Robbie Robertson                                                                                                  | Indicado  | [ 66 ] [ 67 ] |
| Georgia Film Critics Association                    | 5 de janeiro de 2024    | Melhor FIlme                                                                         | Killers of the Flower Moon                                                                                        | Indicado  | [ 68 ] [ 69 ] |
| Georgia Film Critics Association                    | 5 de janeiro de 2024    | Melhor Direção                                                                       | Martin Scorsese                                                                                                   | Finalista | [ 68 ] [ 69 ] |
| Georgia Film Critics Association                    | 5 de janeiro de 2024    | Melhor Atriz                                                                         | Lily Gladstone | Venceu    | [ 68 ] [ 69 ] |
| Georgia Film Critics Association                    | 5 de janeiro de 2024    | Melhor Roteiro Adaptado                                                              | Eric Roth e Martin Scorsese                                                                                       | Indicado  | [ 68 ] [ 69 ] |
| Georgia Film Critics Association                    | 5 de janeiro de 2024    | Melhor Fotografia                                                                    | Rodrigo Prieto | Finalista | [ 68 ] [ 69 ] |
| Georgia Film Critics Association                    | 5 de janeiro de 2024    | Melhor Design de Produção                                                            | Jack Fisk e Adam Willis                                                                                           | Indicado  | [ 68 ] [ 69 ] |
| Georgia Film Critics Association                    | 5 de janeiro de 2024    | Melhor Elenco                                                                        | Killers of the Flower Moon                                                                                        | Indicado  | [ 68 ] [ 69 ] |
| Prêmios Globo de Ouro                               | 7 de janeiro de 2024    | Melhor Filme Dramático                                                               | Killers of the Flower Moon                                                                                        | Indicado  | [ 70 ]        |
| Prêmios Globo de Ouro                               | 7 de janeiro de 2024    | Melhor Direção                                                                       | Martin Scorsese                                                                                                   | Indicado  | [ 70 ]        |
| Prêmios Globo de Ouro                               | 7 de janeiro de 2024    | Melhor Ator em Filme Dramático                                                       | Leonardo DiCaprio                                                                                                 | Indicado  | [ 70 ]        |
| Prêmios Globo de Ouro                               | 7 de janeiro de 2024    | Melhor Atriz em Filme Dramático                                                      | Lily Gladstone | Venceu    | [ 70 ]        |
| Prêmios Globo de Ouro                               | 7 de janeiro de 2024    | Melhor Ator Coadjuvante - Cinema                                                     | Robert De Niro | Indicado  | [ 70 ]        |
| Prêmios Globo de Ouro                               | 7 de janeiro de 2024    | Melhor Roteiro                                                                       | Eric Roth e Martin Scorsese                                                                                       | Indicado  | [ 70 ]        |
| Prêmios Globo de Ouro                               | 7 de janeiro de 2024    | Melhor Trilha Sonora Original                                                        | Robbie Robertson                                                                                                  | Indicado  | [ 70 ]        |
| Gotham Awards                                       | 27 de novembro de 2023  | Historical Icon & Creator Tribute                                                    | Killers of the Flower Moon                                                                                        | Venceu    | [ 71 ]        |
| Hollywood Critics Association Midseason Film Awards | 1 de Julho de 2022      | Filme mais aguardado                                                                 | Killers of the Flower Moon                                                                                        | Indicado  | [ 72 ]        |
| Hollywood Critics Association Midseason Film Awards | 6 de junho de 2023      | Filme mais aguardado                                                                 | Killers of the Flower Moon                                                                                        | Indicado  | [ 73 ]        |
| Hollywood Music in Media Awards                     | 15 de novembro de 2023  | Melhor Trilha Sonora Original - Longa Metragem                                       | Robbie Robertson                                                                                                  | Venceu    | [ 74 ]        |
| Los Angeles Film Critics Association                | 10 de dezembro de 2023  | Melhor Atuação Coadjuvante                                                           | Lily Gladstone | Finalista | [ 75 ]        |
| Los Angeles Film Critics Association                | 10 de dezembro de 2023  | Melhor Fotografia                                                                    | Rodrigo Prieto | Finalista | [ 75 ]        |
| National Board of Review                            | 6 de dezembro de 2023   | Melhor Filme                                                                         | Killers of the Flower Moon                                                                                        | Venceu    | [ 76 ]        |
| National Board of Review                            | 6 de dezembro de 2023   | Melhor Direção                                                                       | Martin Scorsese                                                                                                   | Venceu    | [ 76 ]        |
| National Board of Review                            | 6 de dezembro de 2023   | Melhor Atriz                                                                         | Lily Gladstone | Venceu    | [ 76 ]        |
| National Board of Review                            | 6 de dezembro de 2023   | Destaque em Fotografia                                                               | Rodrigo Prieto | Venceu    | [ 76 ]        |
| National Society of Film Critics                    | 6 de janeiro de 2024    | Melhor Atriz                                                                         | Lily Gladstone | Finalista | [ 77 ]        |
| National Society of Film Critics                    | 6 de janeiro de 2024    | Melhor Fotografia                                                                    | Rodrigo Prieto | Venceu    | [ 77 ]        |
| New York Film Critics Circle                        | 30 de novembro de 2023  | Melhor Filme                                                                         | Killers of the Flower Moon                                                                                        | Venceu    | [ 78 ]        |
| New York Film Critics Circle                        | 30 de novembro de 2023  | Melhor Atriz                                                                         | Lily Gladstone | Venceu    | [ 78 ]        |
| New York Film Critics Online                        | 15 de dezembro de 2023  | Melhor Filme                                                                         | Killers of the Flower Moon                                                                                        | Venceu    | [ 79 ]        |
| Palm Springs International Film Festival            | 4 de janeiro de 2024    | Prêmio Vanguarda                                                                     | Martin Scorsese, Leonardo DiCaprio e Lily Gladstone                                                               | Venceu    | [ 80 ]        |
| People's Choice Awards                              | 18 de fevereiro de 2024 | Filme de Drama do Ano                                                                | Killers of the Flower Moon                                                                                        | Indicado  | [ 81 ] [ 82 ] |
| People's Choice Awards                              | 18 de fevereiro de 2024 | Estrela de Cinema Masculina do Ano                                                   | Leonardo DiCaprio                                                                                                 | Indicado  | [ 81 ] [ 82 ] |
| People's Choice Awards                              | 18 de fevereiro de 2024 | Estrela de Cinema do Ano                                                             | Leonardo DiCaprio                                                                                                 | Indicado  | [ 81 ] [ 82 ] |
| San Diego Film Critics Society                      | 19 de dezembro de 2023  | Melhor Filme                                                                         | Killers of the Flower Moon                                                                                        | Indicado  | [ 83 ]        |
| San Diego Film Critics Society                      | 19 de dezembro de 2023  | Melhor Direção                                                                       | Martin Scorsese                                                                                                   | Venceu    | [ 83 ]        |
| San Diego Film Critics Society                      | 19 de dezembro de 2023  | Melhor Atriz                                                                         | Lily Gladstone | Venceu    | [ 83 ]        |
| San Diego Film Critics Society                      | 19 de dezembro de 2023  | Melhor Roteiro Adaptado                                                              | Eric Roth e Martin Scorsese                                                                                       | Indicado  | [ 83 ]        |
| San Diego Film Critics Society                      | 19 de dezembro de 2023  | Melhor Fotografia                                                                    | Rodrigo Prieto | Venceu    | [ 83 ]        |
| San Diego Film Critics Society                      | 19 de dezembro de 2023  | Melhor Montagem                                                                      | Thelma Schoonmaker                                                                                                | Indicado  | [ 83 ]        |
| San Diego Film Critics Society                      | 19 de dezembro de 2023  | Melhor Figurino                                                                      | Jacqueline West                                                                                                   | Indicado  | [ 83 ]        |
| San Diego Film Critics Society                      | 19 de dezembro de 2023  | Melhor Design de Produção                                                            | Jack Fisk | Indicado  | [ 83 ]        |
| Santa Barbara International Film Festival           | 10 de fevereiro de 2024 | Virtuoso Award                                                                       | Lily Gladstone | Venceu    | [ 84 ]        |
| Santa Barbara International Film Festival           | 10 de fevereiro de 2024 | Variety Artisans Award Cinematography                                                | Rodrigo Prieto | Venceu    | [ 85 ]        |
| San Francisco Bay Area Film Critics Circle          | 9 de janeiro de 2024    | Melhor Filme                                                                         | Killers of the Flower Moon                                                                                        | Indicado  | [ 86 ]        |
| San Francisco Bay Area Film Critics Circle          | 9 de janeiro de 2024    | Melhor Direção                                                                       | Martin Scorsese                                                                                                   | Indicado  | [ 86 ]        |
| San Francisco Bay Area Film Critics Circle          | 9 de janeiro de 2024    | Melhor Atriz                                                                         | Lily Gladstone | Indicado  | [ 86 ]        |
| San Francisco Bay Area Film Critics Circle          | 9 de janeiro de 2024    | Melhor Fotografia                                                                    | Rodrigo Prieto | Indicado  | [ 86 ]        |
| San Francisco Bay Area Film Critics Circle          | 9 de janeiro de 2024    | Melhor Montagem                                                                      | Thelma Schoonmaker                                                                                                | Indicado  | [ 86 ]        |
| San Francisco Bay Area Film Critics Circle          | 9 de janeiro de 2024    | Melhor Trilha Sonora Original                                                        | Robbie Robertson                                                                                                  | Venceu    | [ 86 ]        |
| San Francisco Bay Area Film Critics Circle          | 9 de janeiro de 2024    | Melhor Design de Produção                                                            | Jack Fisk | Indicado  | [ 86 ]        |
| Satellite Awards                                    | 18 de fevereiro de 2024 | Melhor Filme - Drama                                                                 | Killers of the Flower Moon                                                                                        | Indicado  | [ 87 ]        |
| Satellite Awards                                    | 18 de fevereiro de 2024 | Melhor Direção                                                                       | Martin Scorsese                                                                                                   | Indicado  | [ 87 ]        |
| Satellite Awards                                    | 18 de fevereiro de 2024 | Melhor Ator em Filme de Drama                                                        | Leonardo DiCaprio                                                                                                 | Indicado  | [ 87 ]        |
| Satellite Awards                                    | 18 de fevereiro de 2024 | Melhor Atriz em Filme de Drama                                                       | Lily Gladstone | Venceu    | [ 87 ]        |
| Satellite Awards                                    | 18 de fevereiro de 2024 | Melhor Ator Coadjuvante                                                              | Robert De Niro | Indicado  | [ 87 ]        |
| Satellite Awards                                    | 18 de fevereiro de 2024 | Melhor Roteiro Adaptado                                                              | Eric Roth e Martin Scorsese                                                                                       | Indicado  | [ 87 ]        |
| Satellite Awards                                    | 18 de fevereiro de 2024 | Melhor Fotografia                                                                    | Rodrigo Prieto | Indicado  | [ 87 ]        |
| Satellite Awards                                    | 18 de fevereiro de 2024 | Melhor Montagem                                                                      | Thelma Schoonmaker                                                                                                | Indicado  | [ 87 ]        |
| Satellite Awards                                    | 18 de fevereiro de 2024 | Melhor Figurino                                                                      | Jacqueline West                                                                                                   | Indicado  | [ 87 ]        |
| Satellite Awards                                    | 18 de fevereiro de 2024 | Melhor Design de Produção                                                            | Jack Fisk e Adam Willis                                                                                           | Indicado  | [ 87 ]        |
| Satellite Awards                                    | 18 de fevereiro de 2024 | Melhor Trilha Sonora Original                                                        | Robbie Robertson                                                                                                  | Indicado  | [ 87 ]        |
| Satellite Awards                                    | 18 de fevereiro de 2024 | Melhor Som (Edição e Mixagem)                                                        | Killers of the Flower Moon                                                                                        | Indicado  | [ 87 ]        |
| Screen Actors Guild Awards                          | 24 de Fevereiro de 2024 | Melhor Performance de Elenco em Longa Metragem                                       | Tantoo Cardinal, Robert De Niro, Leonardo DiCaprio, Brendan Fraser, Lily Gladstone, John Lithgow, e Jesse Plemons | Indicado  | [ 88 ]        |
| Screen Actors Guild Awards                          | 24 de Fevereiro de 2024 | Melhor Performance Feminina em Longa Metragem                                        | Lily Gladstone | Venceu    | [ 88 ]        |
| Screen Actors Guild Awards                          | 24 de Fevereiro de 2024 | Melhor Performance Masculina em Atuação Coadjuvante                                  | Robert De Niro | Indicado  | [ 88 ]        |
| Seattle Film Critics Society                        | 8 de janeiro de 2024    | Melhor Filme do Ano                                                                  | Killers of the Flower Moon                                                                                        | Indicado  | [ 89 ]        |
| Seattle Film Critics Society                        | 8 de janeiro de 2024    | Melhor Direção                                                                       | Martin Scorsese                                                                                                   | Venceu    | [ 89 ]        |
| Seattle Film Critics Society                        | 8 de janeiro de 2024    | Melhor Atriz em Longa Metragem                                                       | Lily Gladstone | Venceu    | [ 89 ]        |
| Seattle Film Critics Society                        | 8 de janeiro de 2024    | Melhor Ator Coadjuvante                                                              | Robert De Niro | Indicado  | [ 89 ]        |
| Seattle Film Critics Society                        | 8 de janeiro de 2024    | Melhor Elenco                                                                        | Killers of the Flower Moon                                                                                        | Indicado  | [ 89 ]        |
| Seattle Film Critics Society                        | 8 de janeiro de 2024    | Melhor Fotografia                                                                    | Rodrigo Prieto | Indicado  | [ 89 ]        |
| Seattle Film Critics Society                        | 8 de janeiro de 2024    | Melhor Figurino                                                                      | Jacqueline West                                                                                                   | Indicado  | [ 89 ]        |
| Seattle Film Critics Society                        | 8 de janeiro de 2024    | Melhor Montagem                                                                      | Thelma Schoonmaker                                                                                                | Indicado  | [ 89 ]        |
| Seattle Film Critics Society                        | 8 de janeiro de 2024    | Melhor Trilha Sonora Original                                                        | Robbie Robertson                                                                                                  | Indicado  | [ 89 ]        |
| Seattle Film Critics Society                        | 8 de janeiro de 2024    | Melhor Design de Produção                                                            | Jack Fisk | Indicado  | [ 89 ]        |
| Seattle Film Critics Society                        | 8 de janeiro de 2024    | Vilão do Ano                                                                         | William King Hale (Robert De Niro)                                                                                | Indicado  | [ 89 ]        |
| Set Decorators Society of America Awards            | 13 de fevereiro de 2024 | Melhor Decoração/design em Filme de Época                                            | Jack Fisk e Adam Willis                                                                                           | Indicado  | [ 90 ]        |
| Society of Composers & Lyricists                    | 13 de fevereiro de 2024 | Destaque em Trilha Sonora em Filme de Estúdio                                        | Robbie Robertson                                                                                                  | Indicado  | [ 91 ]        |
| St. Louis Film Critics Association                  | 17 de dezembro de 2023  | Melhor Filme                                                                         | Killers of the Flower Moon                                                                                        | Indicado  | [ 92 ]        |
| St. Louis Film Critics Association                  | 17 de dezembro de 2023  | Melhor Direção                                                                       | Martin Scorsese                                                                                                   | Indicado  | [ 92 ]        |
| St. Louis Film Critics Association                  | 17 de dezembro de 2023  | Melhor Ator                                                                          | Leonardo DiCaprio                                                                                                 | Indicado  | [ 92 ]        |
| St. Louis Film Critics Association                  | 17 de dezembro de 2023  | Melhor Atriz                                                                         | Lily Gladstone | Venceu    | [ 92 ]        |
| St. Louis Film Critics Association                  | 17 de dezembro de 2023  | Melhor Roteiro Adaptado                                                              | Eric Roth e Martin Scorsese                                                                                       | Indicado  | [ 92 ]        |
| St. Louis Film Critics Association                  | 17 de dezembro de 2023  | Melhor Elenco                                                                        | Killers of the Flower Moon                                                                                        | Indicado  | [ 92 ]        |
| St. Louis Film Critics Association                  | 17 de dezembro de 2023  | Melhor Fotografia                                                                    | Rodrigo Prieto | Finalista | [ 92 ]        |
| St. Louis Film Critics Association                  | 17 de dezembro de 2023  | Melhor Montagem                                                                      | Thelma Schoonmaker                                                                                                | Indicado  | [ 92 ]        |
| St. Louis Film Critics Association                  | 17 de dezembro de 2023  | Melhor Figurino                                                                      | Jacqueline West e Julie O'Keefe                                                                                   | Indicado  | [ 92 ]        |
| St. Louis Film Critics Association                  | 17 de dezembro de 2023  | Melhor Design de Produção                                                            | Jack Fisk | Indicado  | [ 92 ]        |
| St. Louis Film Critics Association                  | 17 de dezembro de 2023  | Melhor Trilha Sonora                                                                 | Robbie Robertson                                                                                                  | Finalista | [ 92 ]        |
| St. Louis Film Critics Association                  | 17 de dezembro de 2023  | Melhor Sequência                                                                     | "Radio show finale"                                                                                               | Indicado  | [ 92 ]        |
| Toronto Film Critics Association                    | 17 de dezembro de 2023  | Melhor Filme                                                                         | Killers of the Flower Moon                                                                                        | Finalista | [ 93 ]        |
| Toronto Film Critics Association                    | 17 de dezembro de 2023  | Melhor Direção                                                                       | Martin Scorsese                                                                                                   | Finalista | [ 93 ]        |
| Toronto Film Critics Association                    | 17 de dezembro de 2023  | Performance de Destaque de Protagonista                                              | Lily Gladstone | Venceu    | [ 93 ]        |
| Toronto Film Critics Association                    | 17 de dezembro de 2023  | Performance de Destaque de Coadjuvante                                               | Robert De Niro | Finalista | [ 93 ]        |
| Toronto Film Critics Association                    | 17 de dezembro de 2023  | Melhor Roteiro Adaptado                                                              | Eric Roth e Martin Scorsese                                                                                       | Venceu    | [ 93 ]        |
| Variety's Power of Women                            | 16 de novembro de 2023  | Honorário                                                                            | Lily Gladstone | Venceu    | [ 94 ]        |
| Visual Effects Society Awards                       | 21 de fevereiro de 2024 | Reconhecimento por Efeitos Visuais de Suporte Extraordinários em Filme Fotorrealista | Pablo Helman, Brian Barlettani, Sam Bassett, Brandon Keys McLaughlin                                              | Indicado  | [ 95 ]        |
| Washington D.C. Area Film Critics Association       | 10 de dezembro de 2023  | Melhor Filme                                                                         | Killers of the Flower Moon                                                                                        | Indicado  | [ 96 ]        |
| Washington D.C. Area Film Critics Association       | 10 de dezembro de 2023  | Melhor Direção                                                                       | Martin Scorsese                                                                                                   | Indicado  | [ 96 ]        |
| Washington D.C. Area Film Critics Association       | 10 de dezembro de 2023  | Melhor Atriz                                                                         | Lily Gladstone | Venceu    | [ 96 ]        |
| Washington D.C. Area Film Critics Association       | 10 de dezembro de 2023  | Melhor Roteiro Adaptado                                                              | Eric Roth e Martin Scorsese                                                                                       | Indicado  | [ 96 ]        |
| Washington D.C. Area Film Critics Association       | 10 de dezembro de 2023  | Melhor Direção de Arte                                                               | Jack Fisk e Adam Willis                                                                                           | Indicado  | [ 96 ]        |
| Washington D.C. Area Film Critics Association       | 10 de dezembro de 2023  | Melhor Fotografia                                                                    | Rodrigo Prieto | Indicado  | [ 96 ]        |
| Washington D.C. Area Film Critics Association       | 10 de dezembro de 2023  | Melhor Montagem                                                                      | Thelma Schoonmaker                                                                                                | Indicado  | [ 96 ]        |
| Washington D.C. Area Film Critics Association       | 10 de dezembro de 2023  | Melhor Trilha Sonora Original                                                        | Robbie Robertson                                                                                                  | Indicado  | [ 96 ]        |
| Washington D.C. Area Film Critics Association       | 10 de dezembro de 2023  | Melhor Elenco                                                                        | Killers of the Flower Moon                                                                                        | Indicado  | [ 96 ]        |
| Women Film Critics Circle                           | 18 de dezembro de 2023  | Prêmio Josephine Baker                                                               | Killers of the Flower Moon                                                                                        | Venceu    | [ 97 ]        |
| Women Film Critics Circle                           | 18 de dezembro de 2023  | Prêmio Karen Morley                                                                  | Killers of the Flower Moon                                                                                        | Venceu    | [ 97 ]        |